# Wim Ruska
Willem "Wim" Ruska, (29. srpna 1940, Amsterdam, Nizozemsko – 14. února 2015) byl nizozemský zápasník – judista a profesionál. V roce 1972 získal dvě zlaté olympijské medaile v judu.

## Sportovní kariéra

### Úspěchy
- dvojnásobný olympijský vítěz z roku 1972
- dvojnásobný mistr světa v těžké váze
- pětinásobný mistr Evropy v těžké váze
- dvojnásobný mistr Evropy v kategorii bez rozdílu vah
- medailové úspěchy mezi amatéry v roce 1965

### Zajímavosti
S bojovými uměními se seznámil jako mladý chlapec v docích, kde pracoval od 15 let jako námořník. První judistické základy mu dal začátkem 60. let jeden korejský obchodník působící toho času v Nizozemsku. Začal se účastnit turnajů a dostal se do blízkosti tehdejší evropské legendy Antota Geesinka. Po jeho boku vyrostl v přední světovou těžkou váhu a plynně navázal na jeho úspěchy potom co ukončil kariéru.
Prakticky celou svojí kariéru byl právě s Geesinkem srovnávaný. Měl však odlišný styl boje, divácký atraktivní. Geesink vyčkával, Ruska znal pouze směr dopředu. Byl mnohem dynamičtější než Geesink, ale proti němu měl horší techniku. Techniku začal pilovat až ve vysokém věku a dál než ke kombinacím a kontrachvatům se nedostal. Měl masivní pravý úchop a z jeho hane-goši ve finále olympijských her v těžké váze mrazí dodnes.
Zajímavostí rozhodně je jeho počínaná v kategorii bez rozdílu vah. Ta byla vypisována poslední den turnaje (těžká váha první). Několikrát se stalo, že do soutěže, byť přihlášen nenastoupil. Svědčí to o jeho stylu boje, kdy se v těžké váze vydal naplno a nedokázal včas regenerovat. V roce 1972 na olympijských hrách v Mnichově mu paradoxně pomohl atentát na izraelské sportovce. Kategorie bez rozdílu vah se konala s několikadenním zpožděním. Ve čtvrtfinále sice prohrál se Sovětem Kuzněcovem, ale ve finále mu prohru vrátil. Stal se tak jediným držitelem dvou zlatých olympijských medailí z jedněch her mezi judisty. Navíc je posledním judistou, který vyhrál zlatou olympijskou medaili s porážkou.
Sportovní kariéru ukončil po olympijských hrách 1972 a několik sezon zkoušel štěstí v profesionálním ringu. V roce 2001 ho postihla těžká mozková příhoda jejímž následkům v roce 2015 podlehl.

## Výsledky

### Váhové kategorie
| Turnaj             | 1965       | 1966       | 1967       | 1968       | 1969       | 1970       | 1971       | 1972       |
| Turnaj             | 25         | 26         | 27         | 28         | 29         | 30         | 31         | 32         |
| Turnaj             | těžká váha | těžká váha | těžká váha | těžká váha | těžká váha | těžká váha | těžká váha | těžká váha |
| ------------------ | ---------- | ---------- | ---------- | ---------- | ---------- | ---------- | ---------- | ---------- |
| Olympijské hry     |            |            |            |            |            |            |            | 1.         |
| Mistrovství světa  | úč.        |            | 1.         |            | úč.        |            | 1.         |            |
| Mistrovství Evropy | ?          | 1.         | 1.         | —          | 1.         | 2.         | 1.         | 1.         |

### Bez omezení (váhy / tech. stupně)
| Turnaj             | 1965 | 1966 | 1967 | 1968 | 1969 | 1970 | 1971 | 1972 |
| Turnaj             | 25   | 26   | 27   | 28   | 29   | 30   | 31   | 32   |
| ------------------ | ---- | ---- | ---- | ---- | ---- | ---- | ---- | ---- |
| Olympijské hry     |      |      |      |      |      |      |      | 1.   |
| Mistrovství světa  | úč.  |      | —    |      | 2.   |      | —    |      |
| Mistrovství Evropy | ?    | —    | 3.   | —    | 1.   | 2.   | —    | 1.   |

## Podrobnější výsledky

### Olympijské hry
| Rok      | Kategorie       |  | 1/32                         | 1/16                              | čtvrtfinále                     | semifinále                | opravy                      | opravy                    | předfinále                            | finále                            |
| -------- | --------------- |  | ---------------------------- | --------------------------------- | ------------------------------- | ------------------------- | --------------------------- | ------------------------- | ------------------------------------- | --------------------------------- |
| LOH 1972 | těžká váha      |  | volný los                    | výhra - 0:29/osg Tidžini Ben-Kasu | výhra - 1:20/hrg Doug Nelson    | výhra - (yus) Klaus Glahn | -                           | -                         | výhra - (yus) Motoki Nišimura         | výhra - 0:53/hng Klaus Glahn      |
| LOH 1972 | bez rozdílu vah |  | výhra - 2:46/hrg Ulrich Falk | výhra - 2:23/? Fernando García    | prohra - (yus) Vitalij Kuzněcov | -                         | výhra - 4:45/tos Čiaki Išii | výhra - (yus) Klaus Glahn | výhra - 5:02/ysg Jean-Claude Brondani | výhra - 3:58/ysg Vitalij Kuzněcov |

### Mistrovství světa
| Rok     | Kategorie  |  | 1/64      | 1/32                       | 1/16                      | čtvrtfinále           | semifinále            | předfinále           | finále                  |
| ------- | ---------- |  | --------- | -------------------------- | ------------------------- | --------------------- | --------------------- | -------------------- | ----------------------- |
| MS 1965 | těžká váha |  | x         | výhra Ju Moses             | výhra Čchoi Kju-song      | prohra Anzor Kiknadze | -                     | -                    | -                       |
| MS 1967 | těžká váha |  | x         | x                          | výhra Paul Eales          | výhra Klaus Glahn     | výhra Takeši Macusaka | výhra Anzor Kiknadze | výhra Nobujuki Maedžima |
| MS 1969 | těžká váha |  | x         | volný los                  | prohra Henri De Wandeleer | -                     | -                     | -                    | -                       |
| MS 1971 | těžká váha |  | volný los | výhra Jean-Claude Brondani | výhra Alfred Meier        | výhra Vasilij Usik    | výhra Keith Remfry    | výhra Hisakazu Iwata | výhra Klaus Glahn       |

### Mistrovství světa - bez rozdílu vah
| Rok     |  | 1/64             | 1/32                        | 1/16 | čtvrtfinále | semifinále | opravy                   | opravy              | opravy                   | opravy            | předfinále          | finále                   |
| ------- |  | ---------------- | --------------------------- | ---- | ----------- | ---------- | ------------------------ | ------------------- | ------------------------ | ----------------- | ------------------- | ------------------------ |
| MS 1965 |  | volný los        | prohra Doug Rogers          | -    | -           | -          | -                        | -                   | -                        | -                 | -                   | -                        |
| MS 1967 |  | x                | - Lhofei Shiozawa           | -    | -           | -          | -                        | -                   | -                        | -                 | -                   | -                        |
| MS 1969 |  | výhra Joe Fisher | prohra Masatoši Šinomaki    | -    | -           | -          | výhra Radovan Krajinović | výhra Čung Sam-hjun | výhra Anzor Kibrocašvili | výhra Klaus Glahn | výhra Nobujuki Sató | prohra Masatoši Šinomaki |
| MS 1971 |  | x                | prohra - (fus) José Chandri | -    | -           | -          | -                        | -                   | -                        | -                 | -                   | -                        |